# BB (kogel)

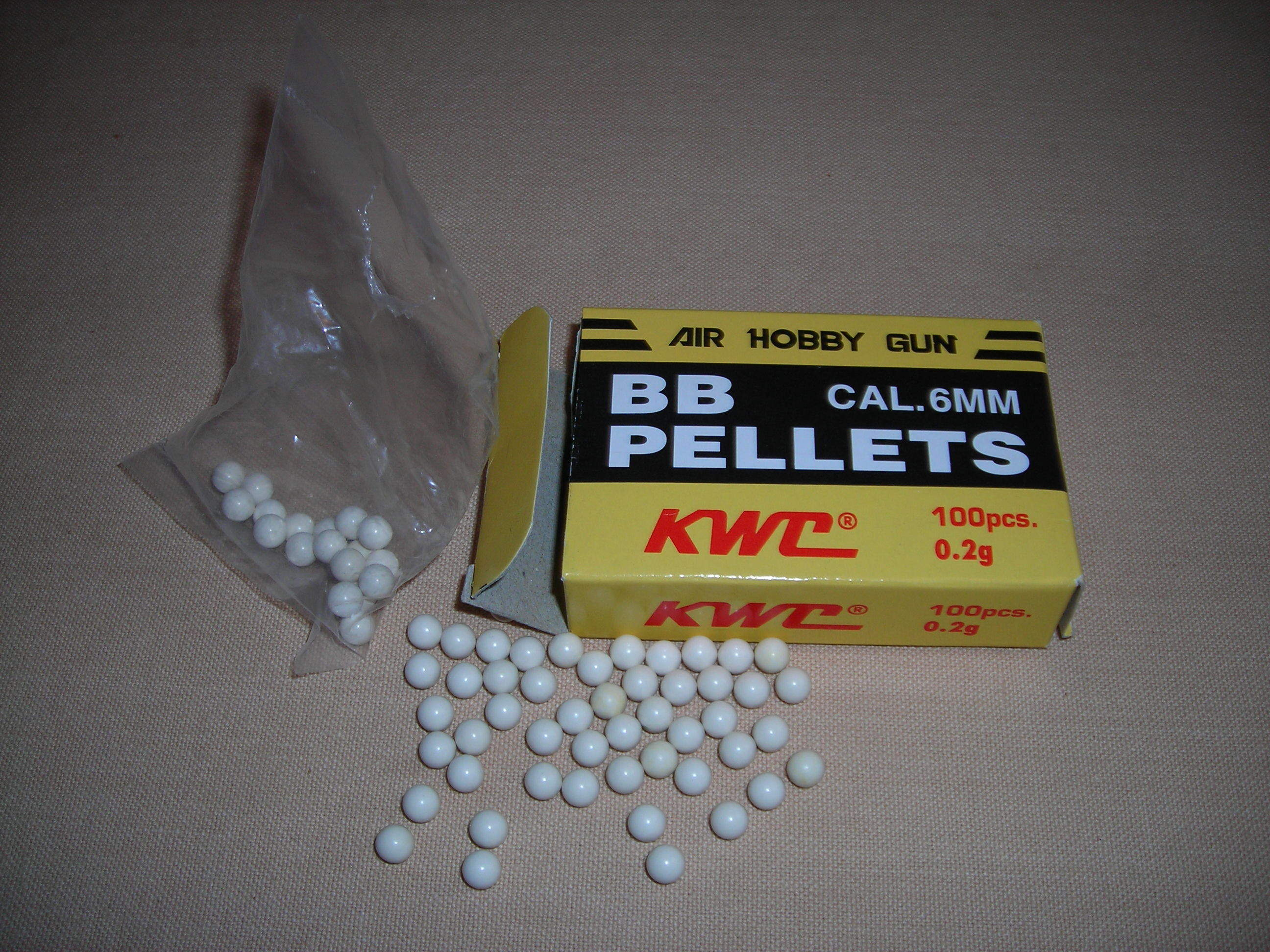
Plastic 6mm-BB's

BB's zijn kleine kunststofballetjes die als projectiel worden gebruikt bij de in Nederland legale sport airsoft. 
Een aantal van deze BB’s zijn biologisch afbreekbaar. Deze kleine BB’s zijn vaak 6 of 8 millimeter groot en hebben verschillende gewichten. Het gewicht van de BB’s loopt vanaf 0,12 gram tot 0,43 gram. Bij het spelen van airsoft wordt veel gebruikgemaakt van 0,20 gram tot 0,25 gram 6 mm BB’s en bij zogenaamde "sniper rifles" van 8 mm BB's met een gewicht rond de 0,35 gram. Het schieten met airsoft replica's met 8 millimeter BB's is in Nederland echter niet toegestaan.
Over het ontstaan van de naam "BB" bestaat enige onzekerheid. Er wordt gezegd dat de gebruikte benaming is ontleend aan de Engelse term "ball bearing" oftewel kogellager, maar ook dat de naam, hoewel foutief, uit de Amerikaanse schutterswereld komt. Daar is BB namelijk een maat voor een kogeltje van 0,180 inch, oftewel 4,57 mm. De naam zou dan foutief hiervan zijn afgeleid omdat BB-kogeltjes van 6-8 mm groter zijn.
Meer waarschijnlijk is dat de naam BB (BB Pellet) is afgeleid van Bulleted Breech Cap (BB Cap), een percussie- of centraalvuur slaghoedje met een rond loden kogeltje.

## Veiligheid
In Nederland was airsoft verboden, omdat de replica's moeilijk te onderscheiden zijn van echte wapens, dit is echter sinds kort onder bepaalde voorwaarden toegestaan. Men moet ook tijdens airsoft een goedgekeurde veiligheidsbril dragen, omdat BB's in de ogen ernstige schade kunnen toebrengen. De kleine balletjes hebben een hoge snelheid als ze worden afgeschoten. Meestal komen BB's vijftig meter ver, en indien men dit balletje van 6 of 8 millimeter in het oog krijgt is een oogletsel niet uitgesloten. Dit zal alleen gebeuren als de persoon niet zijn of haar veiligheidsbril op heeft.
De BB's kunnen ook een kleine blauwe plek veroorzaken op de huid. Het is te vergelijken met het krijgen van een tikje op de huid, zonder pijnlijk te zijn. 
Dit is erg afhankelijk van de afstand waarop geschoten wordt, omdat BB's door hun lage massa weinig impulsmoment hebben en dus erg snel hun snelheid verliezen door de luchtweerstand.